# Albin Stark

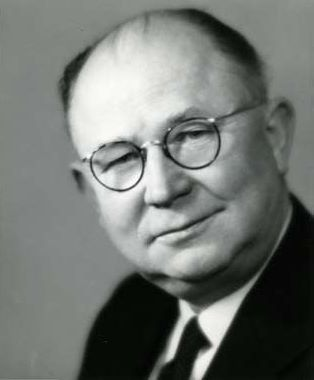
Albin Stark

John Albin Svensson-Stark (* 14. August 1885 in Hudiksvall; † 28. August 1960 in Stockholm) war ein schwedischer Architekt.

## Leben und Werk

### Ausbildung und frühe Arbeiten
Albin Stark wuchs in einem baptistisch geprägten Elternhaus als Sohn eines Kaufmannes und einer Haushälterin auf. Schon im Alter von sieben Jahren begann er in einem Sägewerk zu arbeiten. Ab 1898 besuchte er das Gymnasium in seiner Heimatstadt Hudiksvall. In den Sommerferien reiste er viel in Hälsingland umher und vertiefte seine Kenntnisse in der Holzwirtschaft, die ihm später in seinem Beruf von großem Nutzen sein sollten. Nach seinem Abitur übersiedelte er nach Stockholm, wo er 1907 zunächst ein Praktikum in einem Architekturbüro absolvierte. 1908 schrieb er sich für ein Studium der Architektur an der Königlich Technischen Hochschule ein, das er 1912 abschloss. Zwischen 1915 und 1917 komplettierte er seine Ausbildung mit einem Aufbaustudium an der Königlichen Kunsthochschule, dessen Schwerpunkte auf der Architekturgeschichte und der Restauration lagen.
Schon 1909, also zu Beginn seines Studiums, eröffnete Albin Stark gemeinsam mit einem drei Jahre älteren Kommilitonen sein erstes Büro. Der Erfolg stellte sich schnell ein. So entstand im Stockholmer Stadtbezirk Östermalm, in der Erik Dahlbergs Allé 5, 7 und 9, ein sechsgeschossiger Komplex mit unterschiedlich großen Wohnungen, die alle ein Badezimmer mit Tageslicht erhielten, was damals im Geschosswohnungsbau noch eine Besonderheit war. Aufgrund der Zugehörigkeit seines Vaters zur baptistischen Gemeinde in Hudiksvall ergaben sich Kontakte zur Heilsarmee in Stockholm, die ihm mehrere Aufträge einbrachten. Er entwarf unter anderem das Haus in der Sankt Eriksgatan 30 mit zahlreichen Versammlungsräumen, das noch heute im Besitz der Freikirche ist. Das orangefarbene Gebäude weckte 1917 weithin Aufmerksamkeit durch seine Größe und die unkonventionelle Kombination verschiedener Erkerstile.
1920 trennte sich Stark in bestem Einvernehmen von seinem Kompagnon und stand in der Folgezeit seinem Büro allein vor. Allerdings stellte er einen Bauzeichner an und ging eine längerfristige Kooperation mit dem Architekten Fredrik Lidvall ein, der eine Zeitlang erfolgreich in Sankt Petersburg gearbeitet hatte. Zu zweit verwirklichten sie eine Reihe von Projekten in der schwedischen Hauptstadt und orientierten sich dabei vor allem am damals gängigen neoklassizistischen Stil.

### Reise nach China und Japan
Um 1922 lernte Stark den österreichischen Geschäftsmann Walter Möbius kennen, der in Shanghai wohnte. Die beiden Männer kamen überein, gemeinsam eine moderne Ziegelei zu betreiben. Zu diesem Zweck reiste Stark nach China, wo sich die Pläne allerdings zerschlugen. Stattdessen eröffnete er unter dem Namen Tongyi Yanghang ein Büro in Shanghai, das schnell Anerkennung fand. Auf seine Entwürfe ging unter anderem der Bau der Pferderennbahn in Tianjin, nebst dazugehörigen Gebäuden, zurück. Kurz darauf wurde Stark mit dem ehrenvollen Auftrag bedacht, eine architektonische Lösung für die Verlegung des chinesischen Parlaments in die Zeremonienhallen der Verbotenen Stadt in Peking zu präsentieren. Im Februar 1923 begann er, Vermessungszeichnungen von der Halle der höchsten Harmonie (Tai He Dian) herzustellen. Drei Monate später stellte er sein Konzept vor, das unter anderem vorsah, bei allen inneren Veränderungen die äußere Gestalt der Halle unangetastet zu lassen. Aufgrund von politischen Unruhen konnte sein Vorschlag nicht realisiert werden; durch seine Vermessungsarbeiten hatte er jedoch wertvolle Einblicke in die chinesische Architektur gewonnen.

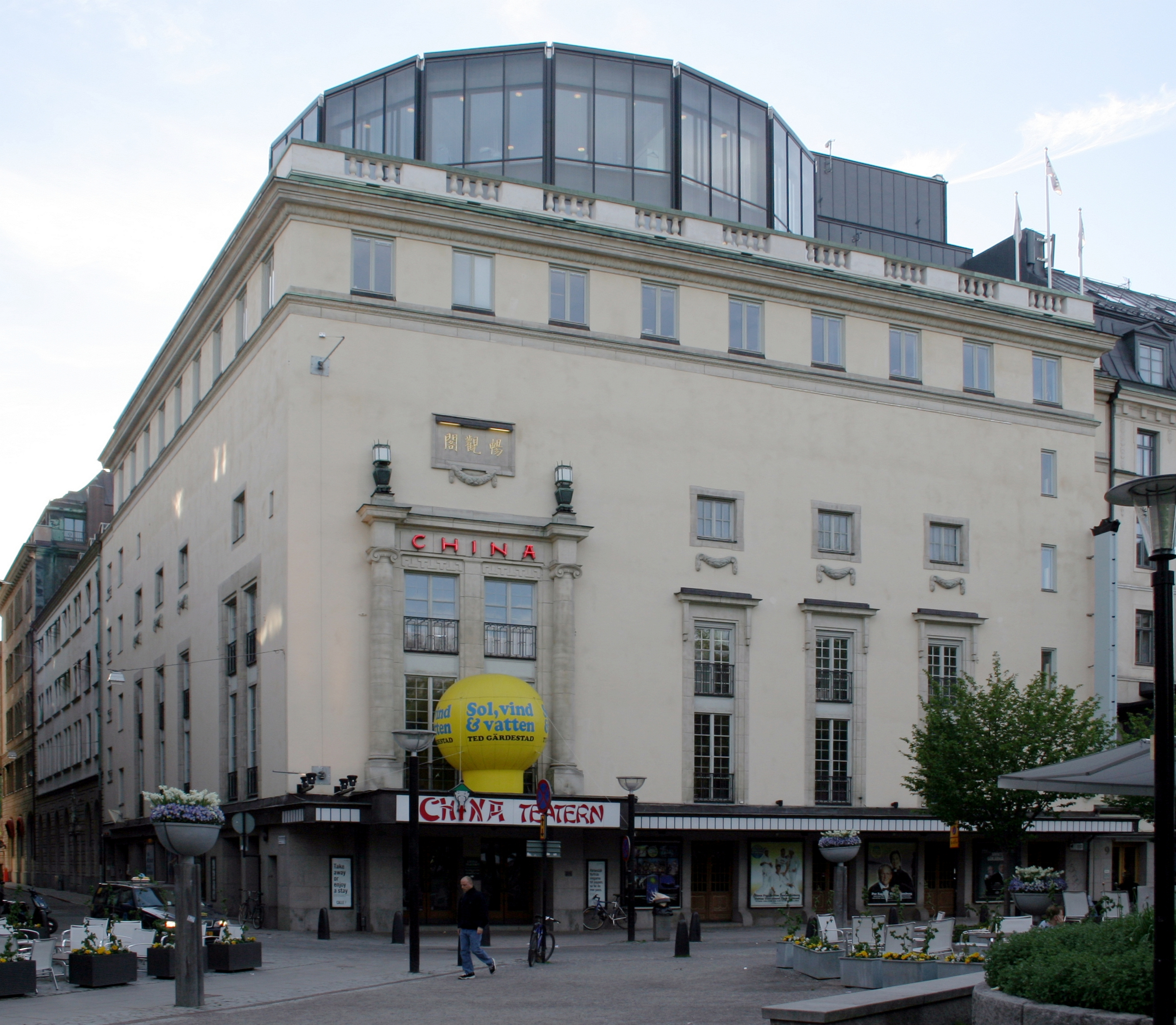
Das 1928 fertiggestellte Chinateatern in Stockholm-Norrmalm

Während seines Aufenthaltes in China wurde Albin Stark vom Schwedischen Generalkonsulat in Shanghai beauftragt, einen Bericht über das große Kantō-Erdbeben zu verfassen, das am 1. September 1923 die japanische Hauptinsel Honshū erschüttert hatte. Stark sollte darlegen, welches Baumaterial – und insbesondere welche Holzsorten – für den Wiederaufbau des Landes in Frage kamen. Stark bereiste Japan sieben Wochen lang und übermittelte anschließend dem Außenministerium in Stockholm eine bautechnische und nicht zuletzt auch ökonomische Studie, die die schwedischen Exportmöglichkeiten beurteilte.
Anfang 1924 kehrte Stark nach fast zweijährigem Aufenthalt in Asien nach Schweden zurück. Seine Kenntnisse der fernöstlichen Architektur kamen ihm schon ab 1926 zugute, als er den Auftrag erhielt, im Zentrum von Stockholm ein kombiniertes Kino- und Theatergebäude zu planen, das im Herbst 1928 unter dem Namen Chinateatern (Chinatheater) seine Pforten öffnete. Zu den Besonderheiten des direkt am Berzelii Park im Stadtbezirk Norrmalm gelegenen Gebäudes zählt, dass der Publikumssaal dank einer Kuppellösung ohne tragende Säulen auskommt, so dass von jedem Platz aus eine gute Sicht gewährleistet ist.
Die Fassadengestaltung des Chinateatern weist insofern eine eigenwillige Komposition auf, als die größtenteils glatte Front von zwei ionischen Säulen unterbrochen wird, die mehrere Fenster und einen roten Schriftzug China umrahmen. Die Innenräume wurden mit chinesischem Dekor und einer Reihe von hochwertigen Intarsienarbeiten ausgestattet. Letztere stammten vom Künstler Ewald Dahlskog, mit dem Stark mehrere Jahrzehnte lang zusammenarbeitete.

### Sanierung der Stockholmer Altstadt

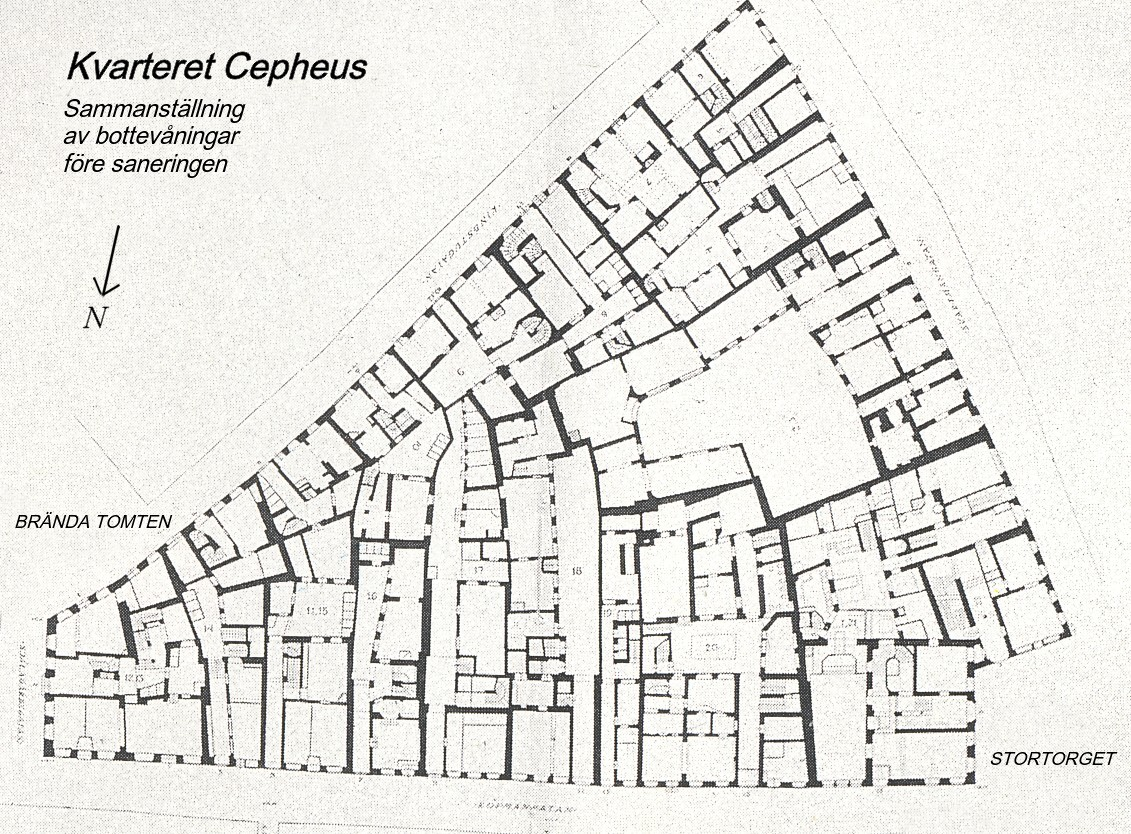
Erdgeschossgrundriss des Cepheus-Viertels in der Stockholmer Altstadt (Zustand in den 1930er-Jahren vor der Sanierung)

Auf weiteren Reisen, die Albin Stark unternommen hatte – unter anderem nach Italien, England und Deutschland – war er mit dem Phänomen der Slums und ihrer möglichen Beseitigung konfrontiert worden. Auch in Schweden, wo man bestimmte Teile der mittelalterlich geprägten Stockholmer Altstadt unter sanitären Gesichtspunkten als problematisch ansah, begannen die Diskussionen über die Verbesserung der Wohnverhältnisse in Vierteln dieser Art. Das Hauptproblem in Stockholm war, dass kaum exakte Pläne über die Altstadt (Gamla stan), mit ihrem Netz aus engen Gassen und einem labyrinthischen Ineinander vieler kleiner Hof- und Annexgebäude, vorlagen.
Um diesem Zustand abzuhelfen, wurde Stark beauftragt, Vermessungszeichnungen anzufertigen, die später die Grundlage für Sanierungskonzepte darstellten. Mit dieser Arbeit war Stark zwischen 1932 und 1939 beschäftigt. Für das sogenannte Cepheus-Viertel schlug er vor, 13 Hofgebäude abreißen zu lassen, um den an der Straße platzierten Häusern mehr Sonnenlicht zuzuführen. Alle verbliebenen Häuser wurden mit Zentralheizung, modernen Küchen und Bädern ausgestattet. Anstelle der alten Rückgebäude entstand ein einziger zusammenhängender Innenhof, der die Dimension (und Funktion) eines Parks bekam. Später wurde der Abriss der Hofhäuser, über deren Alter und kulturhistorischen Wert man sich nicht ausreichend im Klaren war, bedauert.

### Funktionalismus
In den 1930er-Jahren war das Personal der Firma Albin Starks auf 15 Mitarbeiter angewachsen; damit gehörte sein Architekturbüro zu den größten Stockholms. Er führte, was in der Branche anfangs umstritten war, den arbeitsfreien Samstag ein und bat die Beschäftigten vor- und nachmittags zu fest verabredeten gemeinsamen Teepausen, die das Betriebsklima verbessern sollten. An den Zeichentischen durfte nicht geraucht werden, da Asche und Glut eine Gefahr für Skizzen und Pläne darstellten. Damit sich die jungen Architekten, die Stark selbst ausbildete, über neue Trends im Ausland orientieren konnten, abonnierte er mehrere internationale Fachzeitschriften.

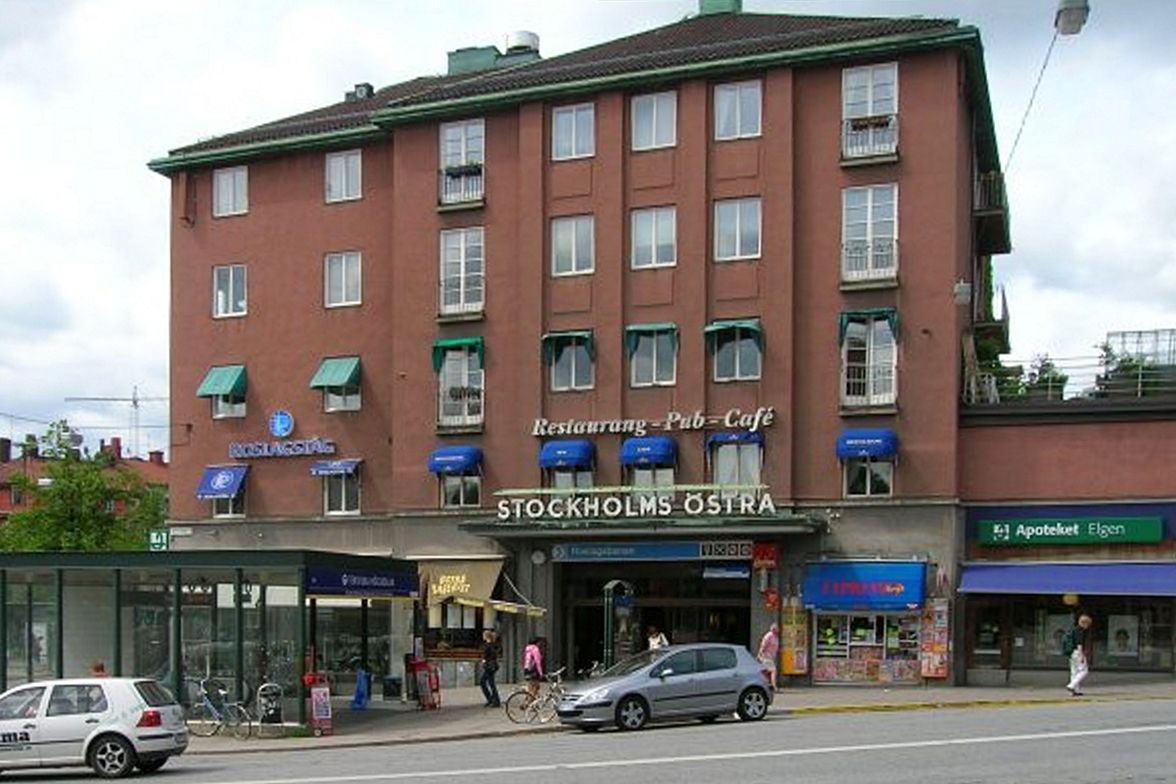
Das Bahnhofsgebäude des Stockholmer Ostbahnhofs, mit Eingang zur Schalterhalle

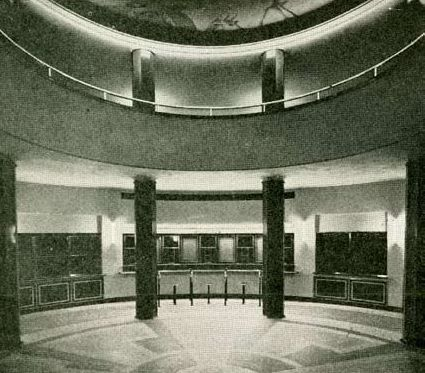
Schalterhalle des Ostbahnhofs, mit dem Umgang im 1. OG und der von Ewald Dahlskog ausgeschmückten Kuppeldecke

Die Stockholmer Ausstellung 1930 hatte in Schweden für einen Durchbruch der Moderne bzw. des Funktionalismus gesorgt. Auch Albin Stark, der zur Wohnungsabteilung der Schau selbst beigetragen hatte, entfernte sich immer mehr von seinen neoklassizistischen Wurzeln und öffnete sich einer neuen, zweckdienlichen Formensprache. Klarer Ausdruck dieser Entwicklung ist der 1931 entstandene Stockholmer Ostbahnhof (Stockholms östra) in Stockholm-Östermalm, der als Kopfbahnhof den Ausgangspunkt für mehrere Schmalspurbahnlinien der Roslagsbanan in die nordöstlichen Vororte bildet.
Von der im Erdgeschoss des Bahnhofsgebäudes angelegten kreisförmigen Schalterhalle aus, die an Starks Dachkuppelkonstruktion des Centralteatern anknüpft, ist ein Restaurant sichtbar, das sich im ersten Stock des Gebäudes befindet und über eine schmale Treppe zu erreichen ist. Die Decken beider Geschosse hat Ewald Dahlskog mit Gemälden ausgeschmückt, die sich ebenso erhalten haben wie die Originaleinrichtung des Lokals. Ansonsten besteht der Komplex, der inzwischen denkmalgeschützt ist, aus Wohnungen, Büros und Geschäften. In dem Gebäude befindet sich auch die Verwaltung der Roslagsbanan, heute AB Roslagståg.
Ab etwa 1930 arbeitete Albin Stark häufig auch an neuen, zeitgemäßen Modellen für Mietwohnungen, die dem gestiegenen Platzbedürfnis der Menschen entsprachen. Um gleichzeitig die Mietkosten nicht explodieren zu lassen, konzentrierte er sich auf eine radikale Ökonomisierung des Raumangebots, unter Ausnutzung aller Flächen, so dass selbst eine 29 Quadratmeter große Wohneinheit zu günstigem Mietpreis alle Funktionen beherbergen konnte. Als Musterbeispiel für den seinerzeit modernen Wohnungsbau ist vor allem das sogenannte YK-Haus in der Furusundsgatan 9 in die Architekturgeschichte eingegangen.
Das 1939 vom Klub der berufstätigen Frauen (Yrkeskvinnors Klubb / YK) in Auftrag gegebene Haus war auf akademisch ausgebildete Paare mit Kindern zugeschnitten. Da vorausgesetzt wurde, dass beide Elternteile arbeiteten, befand sich in jedem Stockwerk des Kollektivhauses ein kleineres Apartment für Reinigungskräfte, die dafür zuständig waren, die Wohnungen der jeweiligen Etage sauber zu halten. Später konnten die Wohnungen nach den Vorstellungen der Planer von erwachsen gewordenen Kindern übernommen werden, die sich noch in der Ausbildung befanden. Zum Haus gehörten auch eine Turnhalle, ein kollektiver Wickelraum und ein größeres Zimmer mit Zugang zu Terrasse und Hof, in denen Kinder betreut wurden. Eine Zentralküche und ein Restaurant sollten das Kochen in der eigenen Küche überflüssig machen; über einen eigens dafür vorgesehenen Aufzug konnten die Speisen in die entsprechende Etage befördert werden. Das in allen Details funktionalistischen Prinzipien folgende Haus war nach Plänen von Albin Stark und seiner jungen Kollegin Hillevi Svedberg errichtet worden.
Anfang und Mitte der 1940er-Jahre arbeitete Albin Stark zeitweise mit dem bekannten finnischen Architekten Alvar Aalto zusammen. Nur wenige ihrer gemeinsamen Projekte konnten allerdings realisiert werden, so vor allem eine im Zuge der Stadtentwicklung von Nynäshamn konzipierte Wohnungssiedlung, die aus einzelnen Hochhäusern und einigen dreigeschossigen, länglichen Gebäuden besteht.

### Privat
Albin Stark war ab 1914 mit der Balletttänzerin Ebba Björkman verheiratet. Aus der Ehe gingen drei Söhne hervor: Erik (geb. 1915), Hans (geb. 1916) und Per-Olof (geb. 1919). Nach einem Herzinfarkt, den Stark im September 1945 erlitt, leitete sein ebenfalls zum Architekten ausgebildeter Sohn Erik Stark die Geschäfte der Firma. Dessen eigenes Büro beschäftigte sich in den 1970er-Jahren unter anderem mit der weiteren Sanierung der Altstadt von Stockholm.

## Werke (Auswahl)

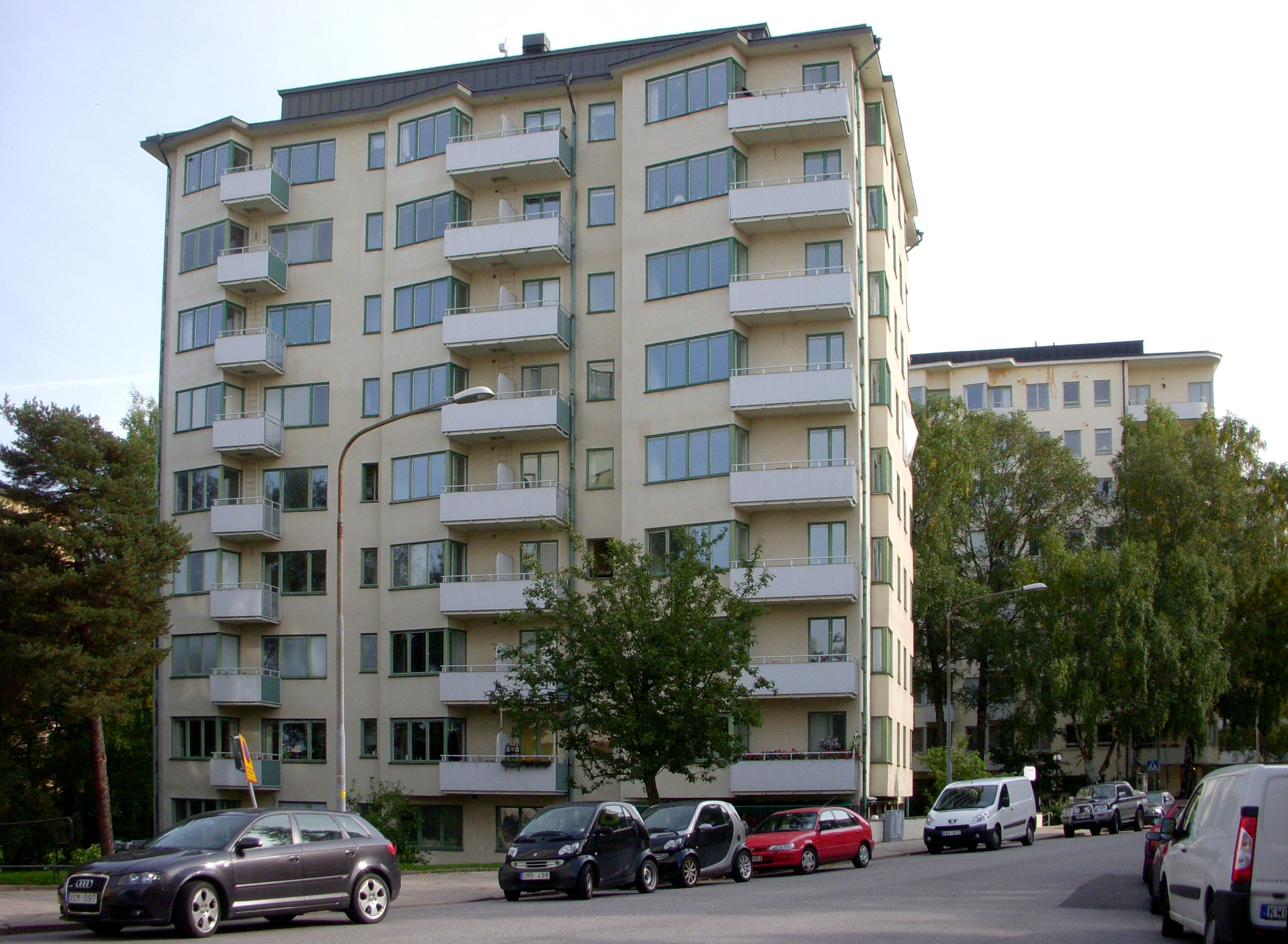
Das YK-Haus im September 2010

- Geschosshaus, Stockholm, Erik Dahlbergs Allé 5, 7 und 9 (1912–1915)
- Haus für die Heilsarmee, Stockholm, Sankt Eriksgatan 30 (1911–1917)
- Kriegsschule der Heilsarmee, Stockholm, Skeppargatan 82 (1914–1915), heute Hotel Karlaplan
- Wohnhaus, Stockholm, Tysta gaten 4 (1918–1922)
- Shellhaus (Bürogebäude und Tankstelle), Stockholm, Birger Jarlsgatan 64 (1925–1927)
- Chinateatern, Stockholm, Näckrosgatan 3 (1926–1928)
- Östra station (Ostbahnhof), Stockholm, Valhallavägen 75–77 (1931–1932)
- Cepheus-Viertel (Stadtsanierung), Stockholm, Gamla stan (1932–1939)
- YK-Haus (Kollektivhaus), Stockholm, Furusundsgatan 9 (1939), gemeinsam mit Hillevi Svedberg
- Kino Anglais, Stockholm, Biblioteksgatan 26 (1942–1945), inzwischen zu einem Bürokomplex umgebaut
- Stadtentwicklung Nynäshamn (1943–1948), gemeinsam mit Alvar Aalto, abgeschlossen von Erik Stark
- Hagabrohus, sechs Hochhäuser in Örebro (1945–1947)